# 钱敏 (数学家)
钱敏（1927年3月15日—2019年4月26日），江苏无锡人，中国数学家，北京大学数学科学学院教授，研究方向为数学物理、概率论和动力系统等。1949年毕业于清华大学数学系。2013年荣获第十一届华罗庚数学奖。